# Oidaematophorus
Oidaematophorus là một chi bướm đêm thuộc họ Pterophoridae.

## Hình ảnh

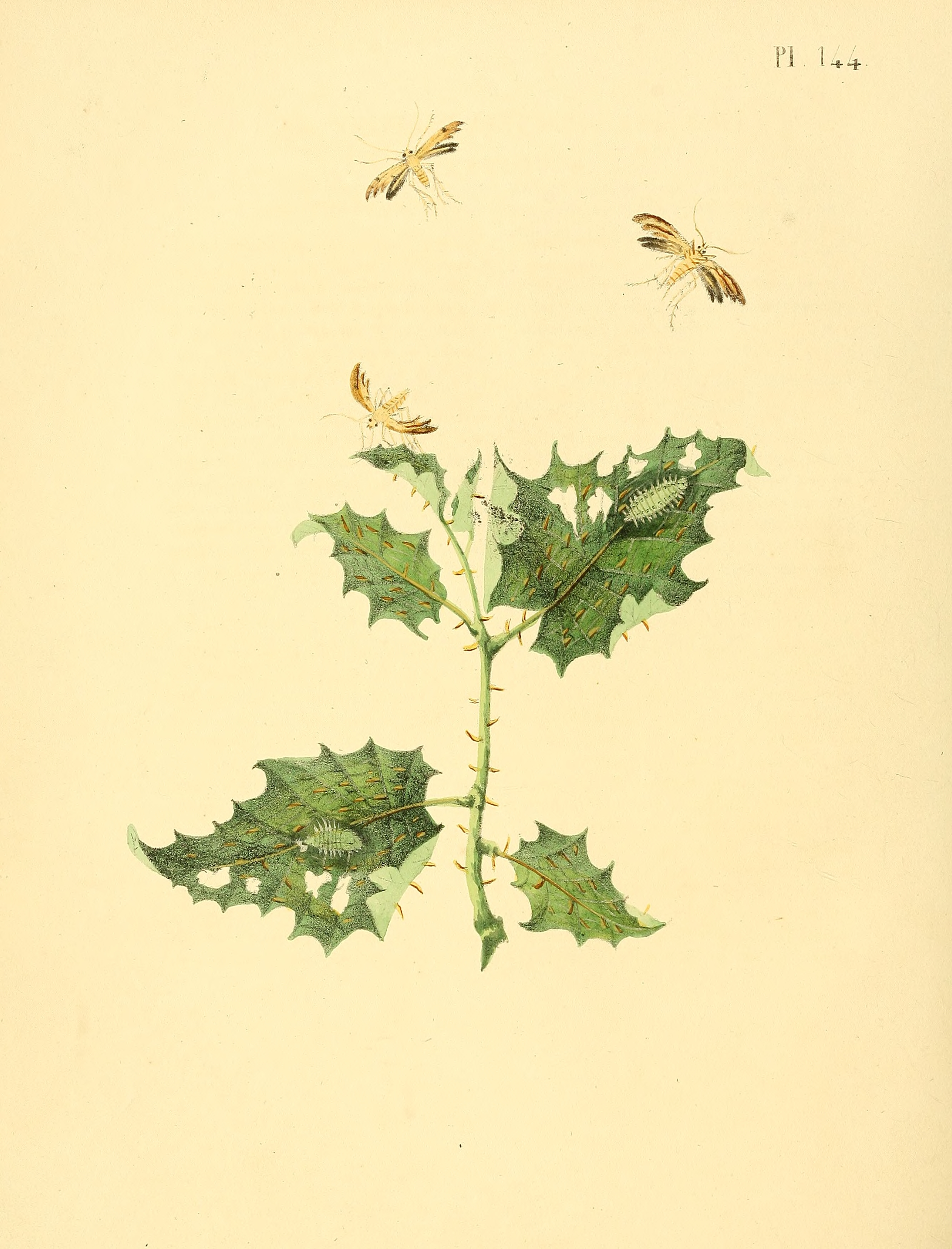

## Các loài
- Oidaematophorus aethes
- Oidaematophorus argutus
- Oidaematophorus balanotes
- Oidaematophorus balsamorrhizae
- Oidaematophorus barbatus
- Oidaematophorus baroni
- Oidaematophorus borbonicus
- Oidaematophorus brucei
- Oidaematophorus castor
- Oidaematophorus catalinae
- Oidaematophorus cineraceus
- Oidaematophorus constantini
- Oidaematophorus cretidactylus
- Oidaematophorus downesi
- Oidaematophorus eupatorii
- Oidaematophorus giganteus
- Oidaematophorus glenni
- Oidaematophorus grandis
- Oidaematophorus grisescens
- Oidaematophorus guttatus
- Oidaematophorus hoguei
- Oidaematophorus iwatensis
- Oidaematophorus kellicottii
- Oidaematophorus lacteodactylus
- Oidaematophorus lindseyi
- Oidaematophorus lithodactyla
- Oidaematophorus madecasseus
- Oidaematophorus mathewianus
- Oidaematophorus mauritius
- Oidaematophorus mineti
- Oidaematophorus negus
- Oidaematophorus nigricalcarius
- Oidaematophorus nigrofuscus
- Oidaematophorus nigrosparsus
- Oidaematophorus occidentalis
- Oidaematophorus ochricostatus
- Oidaematophorus ossipellis
- Oidaematophorus pelospilus
- Oidaematophorus phaceliae
- Oidaematophorus powelli
- Oidaematophorus praenigratus
- Oidaematophorus rileyi
- Oidaematophorus rogenhoferi
- Oidaematophorus surinamensis
- Oidaematophorus suspiciosus
- Oidaematophorus tepidus
- Oidaematophorus vafradactylus
- Oidaematophorus zetes